# Pohár mistrů evropských zemí 1982/1983
Sezóna 1982/83 byla 28. ročníkem Poháru mistrů evropských zemí. Jejím vítězem se stal německý klub Hamburger SV.

## Předkolo
| Domácí v 1. zápase | Celkem | Hosté v 1. zápase | 1. zápas | 2. zápas |
| ------------------ | ------ | ----------------- | -------- | -------- |
| Dinamo Bucureşti   | 4–3    | Vålerenga IF      | 3–1      | 1–2      |

## První kolo
| Domácí v 1. zápase      | Celkem  | Hosté v 1. zápase           | 1. zápas | 2. zápas |
| ----------------------- | ------- | --------------------------- | -------- | -------- |
| AS Monaco               | 0–2     | PFK CSKA Sofia              | 0–0      | 0–2      |
| Dinamo Záhřeb           | 1–3     | Sporting Lisabon            | 1–0      | 0–3      |
| Víkingur Reykjavík      | 2–4     | Real Sociedad San Sebastian | 0–1      | 2–3      |
| Celtic Glasgow          | 4–3     | Ajax Amsterdam              | 2–2      | 2–1      |
| Grasshopper Club Zürich | 0–4     | Dynamo Kyjev                | 0–1      | 0–3      |
| 17 Nëntori Tirana       | 2–2 (v) | Linfield FC                 | 1–0      | 1–2      |
| Dynamo Berlin           | 1–3     | Hamburger SV                | 1–1      | 0–2      |
| Olympiakos Pireus       | 2–1     | Östers IF                   | 2–0      | 0–1      |
| Dinamo Bucureşti        | 3–2     | Dukla Praha                 | 2–0      | 1–2      |
| Aston Villa FC          | 3–1     | Beşiktaş JK                 | 3–1      | 0–0      |
| Standard Liège          | 5–3     | Rába ETO Győr               | 5–0      | 0–3      |
| Hvidovre IF             | 4–7     | Juventus FC                 | 1–4      | 3–3      |
| Avenir Beggen           | 0–13    | Rapid Wien                  | 0–5      | 0–8      |
| Hibernians la Valletta  | 2–7     | Widzew Łódź                 | 1–4      | 1–3      |
| Omonia Nicosia          | 2–3     | HJK Helsinki                | 2–0      | 0–3      |
| Dundalk FC              | 1–5     | Liverpool FC                | 1–4      | 0–1      |

## Druhé kolo
| Domácí v 1. zápase          | Celkem  | Hosté v 1. zápase | 1. zápas | 2. zápas |
| --------------------------- | ------- | ----------------- | -------- | -------- |
| PFK CSKA Sofia              | 2–2 (v) | Sporting Lisabon  | 2–2      | 0–0      |
| Real Sociedad San Sebastian | 3–2     | Celtic Glasgow    | 2–0      | 1–2      |
| Dynamo Kyjev                | (kont.) | 17 Nëntori Tirana | –        | –        |
| Hamburger SV                | 5–0     | Olympiakos Pireus | 1–0      | 4–0      |
| Dinamo Bucureşti            | 2–6     | Aston Villa FC    | 0–2      | 2–4      |
| Standard Liège              | 1–3     | Juventus FC       | 1–1      | 0–2      |
| Rapid Wien                  | 5–6     | Widzew Łódź       | 2–1      | 3–5      |
| HJK Helsinki                | 1–5     | Liverpool FC      | 1–0      | 0–5      |

## Čtvrtfinále
| Domácí v 1. zápase | Celkem | Hosté v 1. zápase           | 1. zápas | 2. zápas |
| ------------------ | ------ | --------------------------- | -------- | -------- |
| Sporting Lisabon   | 1–2    | Real Sociedad San Sebastian | 1–0      | 0–2      |
| Dynamo Kyjev       | 2–4    | Hamburger SV                | 0–3      | 2–1      |
| Aston Villa FC     | 2–5    | Juventus FC                 | 1–2      | 1–3      |
| Widzew Łódź        | 4–3    | Liverpool FC                | 2–0      | 2–3      |

## Semifinále
| Domácí v 1. zápase          | Celkem | Hosté v 1. zápase | 1. zápas | 2. zápas |
| --------------------------- | ------ | ----------------- | -------- | -------- |
| Real Sociedad San Sebastian | 2–3    | Hamburger SV      | 1–1      | 1–2      |
| Juventus FC                 | 4–2    | Widzew Łódź       | 2–0      | 2–2      |

## Finále
| 25. května 1983 |        |             |                                                                               |
| Hamburger SV    | 1 – 0  | Juventus FC | Olympijský stadion, Athény diváci: 75 000 rozhodčí: Nicolae Rainea (Rumunsko) |
| Felix Magath 8' | Report |             | Olympijský stadion, Athény diváci: 75 000 rozhodčí: Nicolae Rainea (Rumunsko) |

## Vítěz
| Pohár mistrů evropských zemí 1982/83 Hamburger SV (1. titul) Uli Stein, Manfred Kaltz, Bernd Wehmeyer, Ditmar Jakobs, Holger Hieronymus, Wolfgang Rolff, Jürgen Milewski, Jürgen Groh, Horst Hrubesch , Felix Magath, Lars Bastrup, Thomas von Heesen Trenér: Ernst Happel |